# ورزشگاه پارک د پرنس
پارک دِ پرنس (به فرانسوی: le Parc des Princes) ورزشگاهی در جنوب-غربی شهر پاریس واقع در پاریس ۱۶، در کنار پریفریک پاریس است این ورزشگاه، پنجمین ورزشگاه بزرگ فرانسه و قدیمی‌ترین ورزشگاه پاریس است که در یکی از بهترین مناطق این شهر واقع شده‌است. این ورزشگاه متعلق به شهرداری پاریس است و تا سال ۲۰۰۶ در اختیار اس.او.اس. او (یکی از شرکت‌های زیر مجموعه کانال +) قرار داشت و پس از آن برای ۶۰ سال به باشگاه فوتبال پاری سن-ژرمن اجاره داده شد.. این ورزشگاه در سال ۱۸۹۷ میلادی ساخته شده، ظرفیت آن ۴۸٬۷۱۲ است و تا قبل از ساخته شدن ورزشگاه استاد دو فرانس، ورزشگاه خانگی تیم ملی فوتبال فرانسه و تیم ملی راگبی فرانسه بوده‌است. ورزشگاه پارک دِ پرنس میزبان دو جام‌جهانی فوتبال، دو فینال جام ملت‌های اروپا، سه فینال لیگ قهرمانان اروپا، دو فینال جام یوفا، یک فینال جام در جام اروپا، دو فینال جام لاتین، ۱۲۸ بازی تیم ملی فوتبال فرانسه و ۳۳ فینال جام حذفی فوتبال فرانسه بوده‌است.

## نگارخانه

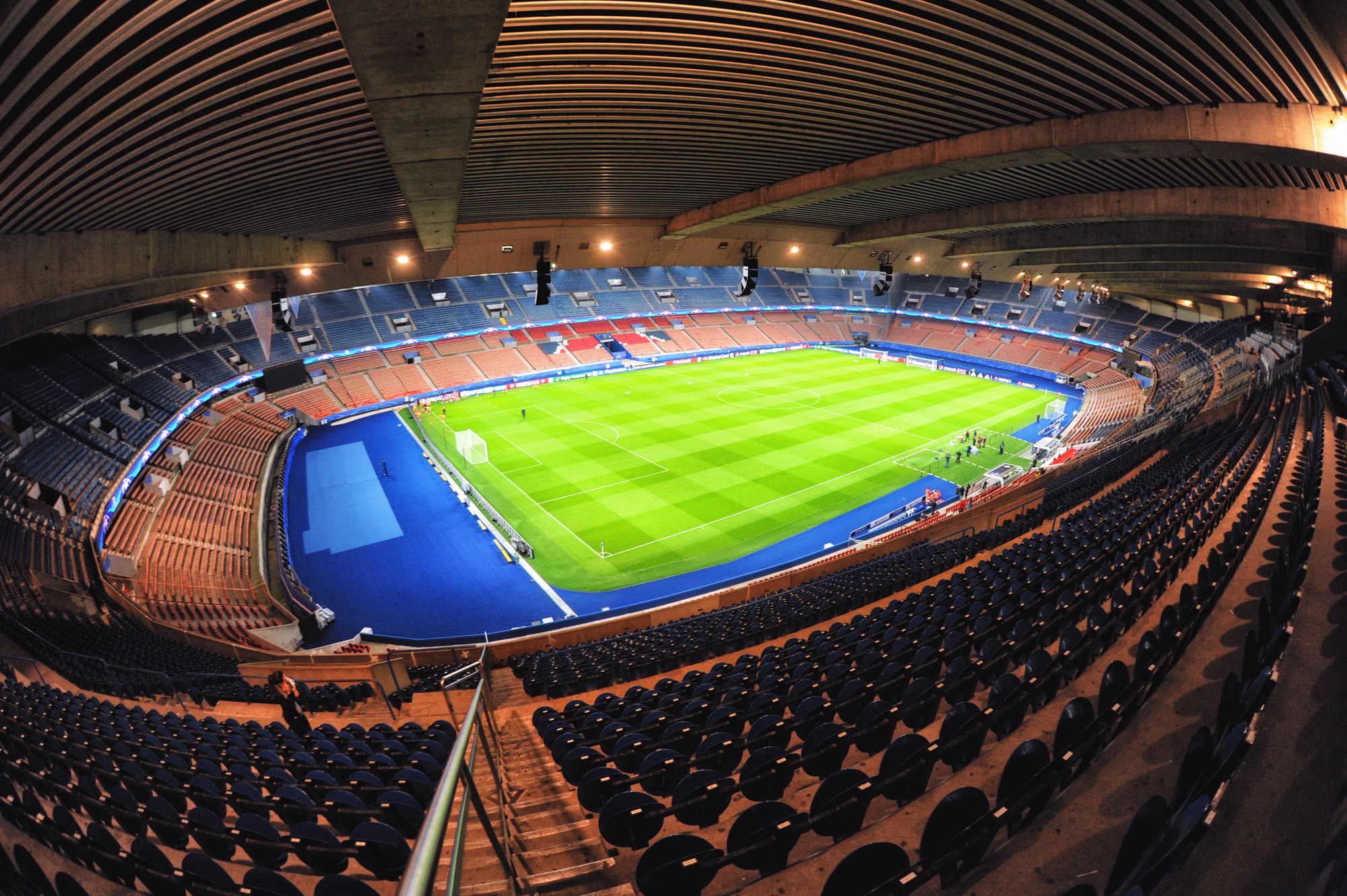
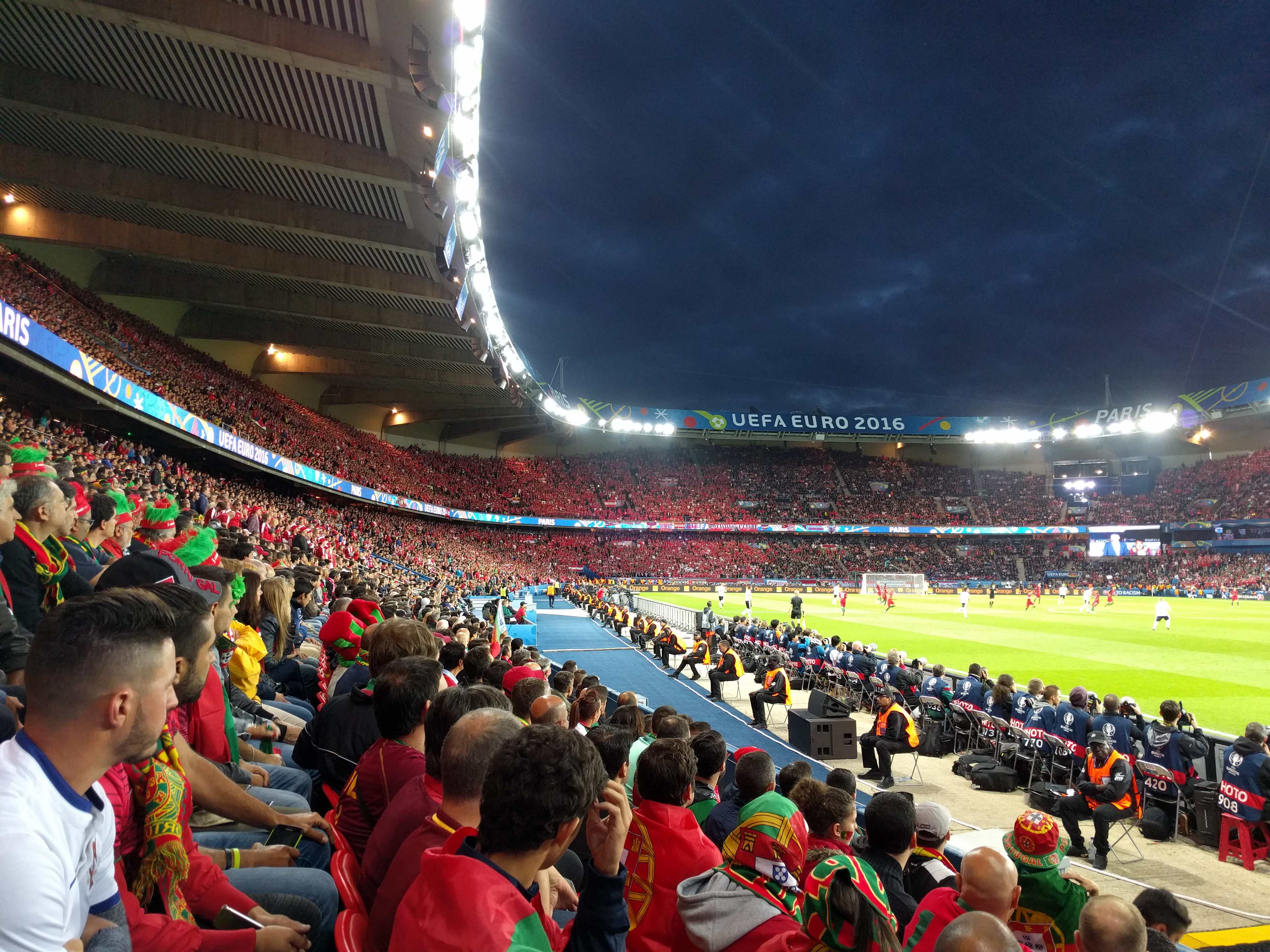